# Campeonato Europeo Sub-18 1984
El Campeonato Europeo Sub-18 1984 se llevó a cabo en la Unión Soviética del 25 de mayo al 3 de junio y contó con la participación de 16 selecciones juveniles de Europa provenientes de una fase eliminatoria.
Hungría venció en la final al anfitrión Unión Soviética para conseguir su tercer título del torneo en esta edición válida como la eliminatoria europea rumbo a la Copa Mundial de Fútbol Sub-20 de 1985.

## Eliminatoria

### Fase de grupos
| País             | J | G | E | P | GF | GC | GD | Pts |
| ---------------- | - | - | - | - | -- | -- | -- | --- |
| Italia           | 4 | 2 | 2 | 0 | 5  | 0  | +5 | 6   |
| Alemania Federal | 4 | 1 | 2 | 1 | 2  | 4  | –2 | 4   |
| Austria          | 4 | 0 | 2 | 2 | 1  | 4  | –3 | 2   |

|  | Austria          | 0–2 | Italia           |
|  | Alemania Federal | 1–1 | Austria          |
|  | Italia           | 3–0 | Alemania Federal |
|  | Alemania Federal | 0–0 | Italia           |
|  | Italia           | 0–0 | Austria          |
|  | Austria          | 0–1 | Alemania Federal |

### Eliminación Directa
| Equipo 1             | Agr.       | Equipo 2          | Ida | Vuelta   |
| -------------------- | ---------- | ----------------- | --- | -------- |
| Irlanda              | 3–1        | Irlanda del Norte | 3–0 | 0–1      |
| Gales                | 2–8        | Escocia           | 2–4 | 0–4      |
| Islandia             | 0–6        | Inglaterra        | 0–3 | 0–3      |
| Noruega              | 0–2        | Polonia           | 0–2 | 0–0      |
| Finlandia            | 2–3        | Dinamarca         | 2–2 | 0–1      |
| Alemania Democrática | 5–2        | Suecia            | 3–1 | 2–1      |
| Malta                | 0–5        | Suiza             | 0–2 | 0–3      |
| Luxemburgo           | 4–2        | Países Bajos      | 1–2 | 0–1 3–01 |
| Portugal             | 4–2        | Bélgica           | 4–0 | 0–2      |
| Francia              | 2–3        | España            | 1–0 | 1–3      |
| Checoslovaquia       | 3–0        | Chipre            | 3–0 | 0–0      |
| Grecia               | (a)3–3     | Yugoslavia        | 1–1 | 2–2      |
| Hungría              | 3–0        | Rumania           | 1–0 | 2–0      |
| Turquía              | 3–3 (4–5p) | Bulgaria          | 1–2 | 2–1      |

1El partido entre Países Bajos y Luxemburgo jugado en IJmuiden originalmente terminó con marcador de 1–0, pero luego sel fue acreditada la victoria a Luxemburgo por marcador de 0–3 debido al lanzamiento de pirotecnia al terreno de juego, hiriendo al arquero de Luxemburgo.

## Clasificados
| - Bulgaria - Checoslovaquia - Dinamarca - Alemania Democrática | - Inglaterra - Grecia - Hungría - Italia | - Luxemburgo - Polonia - Portugal - Irlanda | - Escocia - Unión Soviética (anfitrión) - España - Suiza |

## Fase de grupos

### Grupo A
| País     | J | G | E | P | GF | GC | GD | Pts |
| -------- | - | - | - | - | -- | -- | -- | --- |
| Irlanda  | 3 | 2 | 1 | 0 | 7  | 3  | +4 | 5   |
| Escocia  | 3 | 1 | 1 | 1 | 4  | 5  | –1 | 3   |
| Portugal | 3 | 1 | 0 | 2 | 6  | 7  | –1 | 2   |
| Grecia   | 3 | 0 | 2 | 1 | 3  | 5  | –2 | 2   |

| 25 de mayo | Irlanda  | 3–0 | Escocia  |
|            | Grecia   | 1–3 | Portugal |
| 27 de mayo | Irlanda  | 1–1 | Grecia   |
|            | Escocia  | 3–1 | Portugal |
| 29 de mayo | Portugal | 2-3 | Irlanda  |
|            | Escocia  | 1–1 | Grecia   |

### Grupo B
| País      | J | G | E | P | GF | GC | GD | Pts |
| --------- | - | - | - | - | -- | -- | -- | --- |
| Polonia   | 3 | 3 | 0 | 0 | 3  | 0  | +3 | 6   |
| Bulgaria  | 3 | 1 | 1 | 1 | 3  | 3  | 0  | 3   |
| Italia    | 3 | 1 | 0 | 2 | 3  | 2  | +1 | 2   |
| Dinamarca | 3 | 0 | 1 | 2 | 2  | 6  | –4 | 1   |

| 25 de mayo | Bulgaria  | 2–2 | Dinamarca |
|            | Polonia   | 1–0 | Italia    |
| 27 de mayo | Bulgaria  | 0–1 | Polonia   |
|            | Dinamarca | 0–3 | Italia    |
| 29 de mayo | Italia    | 0-1 | Bulgaria  |
|            | Dinamarca | 0–1 | Polonia   |

### Grupo C
| País                 | J | G | E | P | GF | GC | GD  | Pts |
| -------------------- | - | - | - | - | -- | -- | --- | --- |
| Unión Soviética      | 3 | 2 | 1 | 0 | 7  | 1  | +6  | 5   |
| Inglaterra           | 3 | 1 | 2 | 0 | 4  | 2  | +2  | 4   |
| Alemania Democrática | 3 | 1 | 1 | 1 | 5  | 2  | +3  | 3   |
| Luxemburgo           | 3 | 0 | 0 | 3 | 0  | 11 | –11 | 0   |

| 25 de mayo | Inglaterra           | 1–1 | Alemania Democrática |
|            | Unión Soviética      | 5–0 | Luxemburgo           |
| 27 de mayo | Inglaterra           | 1–1 | Unión Soviética      |
|            | Alemania Democrática | 4–0 | Luxemburgo           |
| 29 de mayo | Luxemburgo           | 0-2 | Inglaterra           |
|            | Alemania Democrática | 0–1 | Unión Soviética      |

### Grupo D
| País           | J | G | E | P | GF | GC | GD | Pts |
| -------------- | - | - | - | - | -- | -- | -- | --- |
| Hungría        | 3 | 3 | 0 | 0 | 6  | 0  | +6 | 6   |
| España         | 3 | 1 | 1 | 1 | 3  | 4  | –1 | 3   |
| Checoslovaquia | 3 | 1 | 1 | 1 | 3  | 5  | –2 | 3   |
| Suiza          | 3 | 0 | 0 | 3 | 2  | 5  | –3 | 0   |

| 25 de mayo | Checoslovaquia | 0–3 | Hungría        |
|            | Suiza          | 1–2 | España         |
| 27 de mayo | Checoslovaquia | 2–1 | Suiza          |
|            | Hungría        | 2–0 | España         |
| 29 de mayo | España         | 1–1 | Checoslovaquia |
|            | Hungría        | 1–0 | Suiza          |

## Fase final
|  | Semifinales       | Semifinales       |   |                   | Final             | Final |  |
|  |                   |                   |   |                   |                   |       |  |
|  |                   |                   |   |                   |                   |       |  |
|  | Moscú, 1 de junio |                   |   |                   |                   |       |  |
|  | Irlanda           | 1                 |   |                   |                   |       |  |
|  | Unión Soviética   | 2                 |   |                   |                   |       |  |
|  |                   |                   |   |                   |                   |       |  |
|  |                   |                   |   |                   | Moscú, 3 de junio |       |  |
|  |                   |                   |   |                   | Unión Soviética   | 0     |  |
|  |                   | Hungría (DP 2-3)  | 0 |                   |                   |       |  |
|  |                   |                   |   |                   |                   |       |  |
|  |                   |                   |   |                   |                   |       |  |
|  |                   |                   |   |                   | Tercer lugar      |       |  |
|  | Moscú, 1 de junio | Moscú, 1 de junio |   | Moscú, 3 de junio | Moscú, 3 de junio |       |  |
|  | Hungría           | 2                 |   | Irlanda           | 1                 |       |  |
|  | Polonia           | 0                 |   |                   | Polonia           | 2     |  |

## Campeón
| Eurocopa Sub-18 1984 |
| -------------------- |
| Bandera de Hungría   |
| Hungría 3º Título    |

## Clasificados al Mundial Sub-20
| - Bulgaria - España | - Hungría - Inglaterra | - Irlanda - Unión Soviética |